# Julian a Basilissa
Svatí Julian a Basilissa († asi 304, Antinoe) byli křesťanští mučedníci.

## Hagiografie
Julian a Basilissa byli manželé. O těchto světcích je známo jen málo, kromě hagiografických legend neexistuje žádná historicky spolehlivá dokumentace. Několikrát došlo k záměně Juliana s Julianem z Tarsu.
Julian byl přinucen rodinou oženit se s Basilissou. Oba souhlasili zachovat si panenství. Basilissa založila klášter, kde se stala představenou. Julian také shromáždil mnoho mnichů a začal je vést. Svůj domov proměnili v nemocnici, která pojmula až tisíc lidí.
Byli umučeni za pronásledování křesťanů císařem Diocletianem, na příkaz místodržitele Martiana. Basilissa byla popravena jako první spolu se sestrami kláštera. Julian byl s ostatními ponořen do sudu s hořící smolou, což jim nijak neublížilo. Když Martianův syn Celsus uviděl tento zázrak, konvertoval ke křesťanství. Celsus byl poté s ostatními uvězněn. Celsus požádal svou matku Marcionillu, aby ho navštívila ve vězení. Když dorazila, měla zázračné vidění, které ji přesvědčilo, aby se stala křesťankou. Celsus a Julian byli oba sťati. Spolu s nimi byl umučen také kněz Antonius, Anastasius a další, jejichž jména nám nejsou známy.
Jejich svátek je v římskokatolické církvi připomínán 6. ledna a v pravoslavné církvi 8. ledna.